# Euphorbia azorica
Euphorbia azorica es una especie de fanerógama perteneciente a la familia  Euphorbiaceae. 

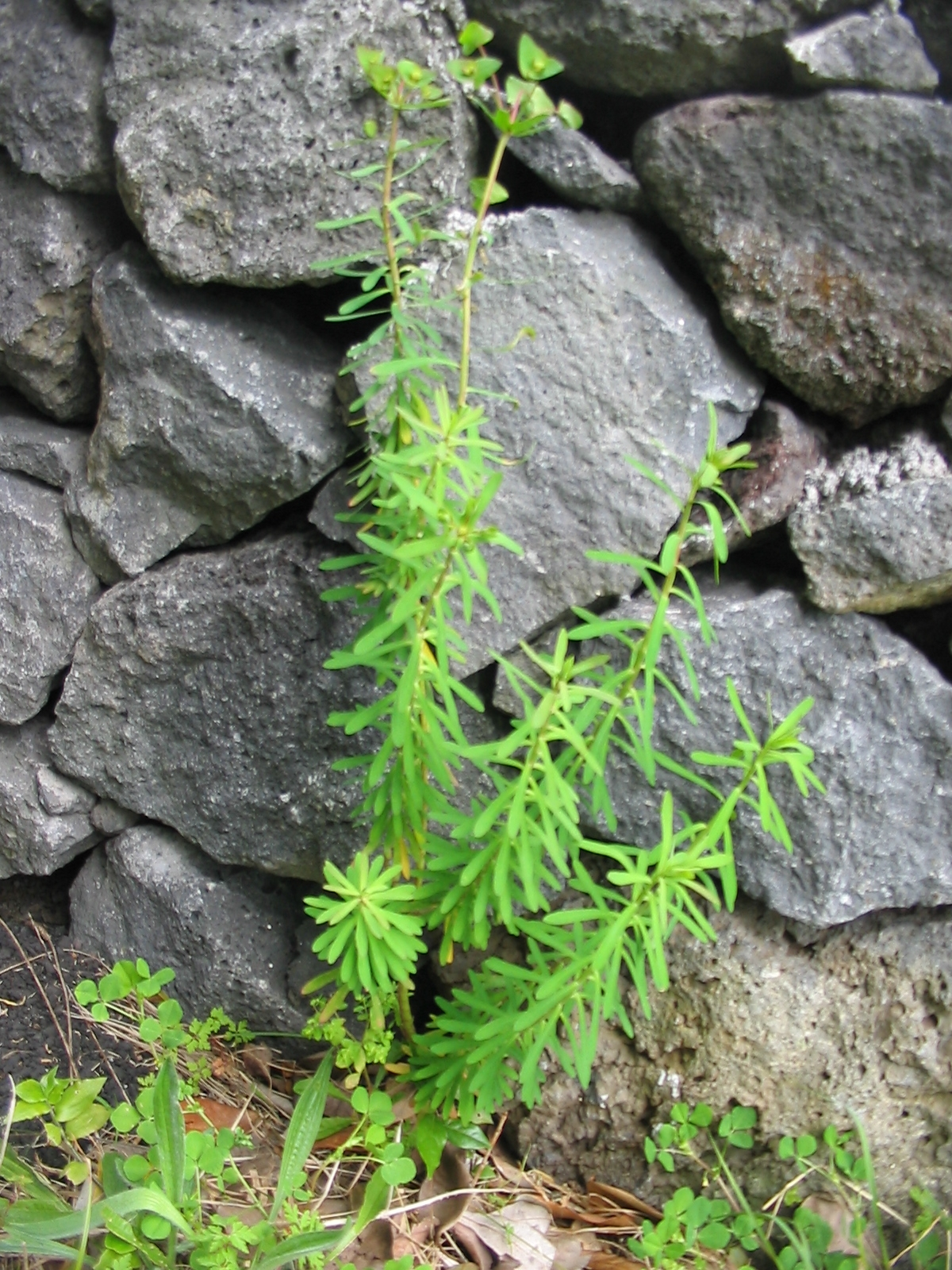
En su hábitat

## Distribución y hábitat
Es originaria de las Islas Azores. Florece  entre abril y julio. Raramente se encudentra por encima  de 100 metros de altitud.

## Taxonomía
Euphorbia azorica fue descrito por Christian Ferdinand Friedrich Hochstetter y publicado en Flora Azorica 27. 1844.
Etimología
Euphorbia: nombre genérico que deriva del médico griego del rey Juba II de Mauritania (52 a 50 a. C. - 23), Euphorbus, en su honor – o en alusión a su gran vientre –  ya que usaba médicamente Euphorbia resinifera. En 1753 Carlos Linneo asignó el nombre a todo el género.
azorica: epíteto geográfico que alude a su localización en las Azores.
Sinonimia
- Euphorbia pinea var. azorica (Hochst.) Boiss.
- Tithymalus azoricus (Hochst.) Klotzsch & Garcke[5][6]